# Leila (nombre)
Layla o Leila, Leyla (en Idioma árabe: ليلى, en Idioma persa: لیلا,) es un nombre propio femenino.
Lejla es una variante de Leila en Lenguas eslavas.

## Personas con este nombre
- Leila Lopes modelo y Miss Universo 2011
- Leila Meyer pasajera a bordo del RMS Titanic.
- Leila Coelho Frota Premio Jabuti de Literatura (Poesía).
- Leila Amaral Premio Jabuti de Literatura 2001.
- Leila Bensghaiyar, periodista española de origen marroquí.
- Layla El, luchadora WWE.
- Layla Kayleigh, presentadora del programa World Poker Tour.
- Leila Aboulela, escritora sudanesa.
- Leila Arab, música establecida en London.
- Leila Bela, actriz, escritora y música avant-garde iraní-americana.
- Leila Forouhar, cantante y actriz Iraní.
- Laila Freivalds, política socialdemócrata sueca.
- Leyla Gencer, cantante soprano de ópera (turca).
- Leila Hatami, actriz Iraní, estrella de la película Leila de 1996.
- Leila Hayes, actriz australiana.
- Leila Hyams, actriz de películas americanas.
- Leila Josefowicz, violinista americana.
- Leila Khaled (Jaled), Jefa comando palestino (FPLP) y miembro de la Organización para la Liberación de Palestina (OLP).
- Leila Khatami, matemática iraní hija del expresidente de Irán, Muhammad Jatami.
- Leila Mourad, actriz y cantante egípcia-judía.
- Leila Pahlevi (Princesa Imperial), princesa iraní.
- Leila Sobral, jugadora brasileña de basketball.
- Leila Tong, actriz y cantante de Hong Kong.
- Leila Vaziri, nadadora iraní-americana poseedora de récord mundial.
- Leila Waddell, miembra conocida de Ordo Templi Orientis.
- Lejla Hot, cantante serbia montenegrina.
- Leyla Rangel, actriz de doblaje mexicana.

## Personajes históricos y de ficción
- Layla de la clásica historia de amor del Medio Oriente Laylay Majnun La historia de Layla y Majnun (ليلى والمجنون).
- Reira (Leila) de la serie japonesa Nana (manga).
- Layla  de la serie animada Winx Club
- "Layla (canción)", canción de Eric Clapton.[1]
- Layla Hamilton de la serie Japonesa manga Kaleido Star.
- Leila esposa del último rey moro de España Muhammad XII de Granada (Boabdil).
- Leila del libro soñando depierta.
- Leila, en la serie brasileña Moisés y los diez mandamientos, esposa de Uri y madre de Besalel
- Leila, última novela del escritor italiano Antonio Fogazzaro.
- Layla, personaje femenino del juego Genshin Impact.